# 安治川 (相撲)
安治川（あじがわ）は、日本相撲協会の年寄名跡のひとつ。元々は大阪相撲由来の猪名川（いながわ）という名跡で、1927年（昭和2年）の東西合併時に一度廃家となるが、1942年（昭和17年）に復活する。復活の際に同音の名跡である稲川（いながわ）が既にあったため猪名川は安治川と改称された。同じく同時に復活した大島とともに最も新しい名跡である。1942年に復活した名跡はほかに北陣、不知火、西岩がある。

## 安治川の代々
- 代目の太字は、部屋持ち親方。

| 代目 | 引退時しこ名 | 最高位 | 現役時の所属部屋    | 襲名期間                    | 備考                            |
| ---- | ------------ | ------ | ------------------- | --------------------------- | ------------------------------- |
| 初代 | 巴潟誠一     | 小結   | 高嶋-友綱部屋       | 1942年5月-1951年5月         | 9代高嶋に名跡変更               |
| 2代  | 一錦周之助   | 十7    | 高嶋部屋            | 1953年5月-1976年3月         | 9代友綱に名跡変更               |
| 3代  | 陸奥嵐幸雄   | 関脇   | 宮城野部屋          | 1976年3月-1993年4月（廃業） |                                 |
| 4代  | 旭富士正也   | 横綱   | 大島部屋            | 1993年4月-2007年11月        | 9代伊勢ヶ濱に名跡変更           |
| 5代  | 光法賢一     | 前9    | 宮城野部屋          | 2007年12月-2010年7月        | 借株 13代二子山に名跡変更       |
| 6代  | 敷島勝盛     | 前1    | 立田川-陸奥部屋     | 2010年7月-2013年1月         | 借株 17代浦風に名跡変更         |
| 7代  | 土佐豊祐哉   | 前1    | 時津風部屋          | 2016年1月-2016年10月        | 一時的襲名 21代佐ノ山に名跡変更 |
| 8代  | 安美錦竜児   | 関脇   | 安治川-伊勢ヶ濱部屋 | 2019年7月-                  |                                 |